# Orlando Quevedo
Orlando Beltran Quevedo (Laoag, 11. ožujka 1939.) filipinski je prelat Katoličke Crkve. Kardinal od 2014., bio je nadbiskup Cotabata od 1998. do 2018. godine. Biskupom je postao 1980. godine.
Quevedo je bivši glavni tajnik Federacije azijskih biskupskih konferencija i bivši predsjednik Katoličke biskupske konferencije Filipina.